# Charlie Bell (Basketballspieler)
Charlie Will Bell (* 12. März 1979 in Flint, Michigan) ist ein ehemaliger US-amerikanischer Basketballspieler, der als Shooting Guard eingesetzt wurde.

## Werdegang
Bell studierte an der Michigan State University und spielte vier Jahre für die Spartans der Hochschule in der National Collegiate Athletic Association (NCAA). Er wurde dort jedes Jahr als bester Defensivspieler der Mannschaft ausgezeichnet und schaffte es mit dem renommierten Team, für das schon die Basketball-Legende Magic Johnson aktiv war, dreimal ins Final-Four-Turnier.
Ungedraftet unterzeichnete Bell im Juli 2001 einen Vertrag beim NBA-Team Phoenix Suns und spielte dort fünf Spiele. Als die Suns ihn entließen, war er kurz für vier Spiele in der ABA für die Phoenix Eclipse aktiv, bevor er bei den Dallas Mavericks einen 10-Tages-Vertrag unterschrieb. Dort spielte er aber nur in zwei Spielen. 
Danach versuchte Bell sein Glück in Europa in der spanischen und italienischen Basketballliga. 2005 kam er schließlich wieder zurück in die NBA. Er unterschrieb bei den Milwaukee Bucks und schaffte dort im März 2006 sein erstes Triple-Double (19 Punkte, 13 Assist, 10 Rebounds). Im Juni 2010 tauschten ihn die Milwaukee Bucks zusammen mit Dan Gadzuric gegen Corey Maggette.